# 瓦讷河畔富瓦西
瓦讷河畔富瓦西（法語：Foissy-sur-Vanne，法語發音：[fwasi syʁ van]）是法国勃艮第-弗朗什-孔泰大区约讷省的一个市镇，属于桑斯区。

## 地理
瓦讷河畔富瓦西（48°13'27"N, 3°30'20"E）面积15.75 平方千米，位于法国勃艮第-弗朗什-孔泰大區约讷省，该省份为法国中北部内陆省份，西接卢瓦雷省，西北接塞纳-马恩省，南至涅夫勒省，东临科多尔省，东北与奥布省接壤。
与瓦讷河畔富瓦西接壤的市镇（或旧市镇、城区）包括：拉伊、莱谢日、莱克莱里穆瓦、莫利农、莱瓦莱德拉瓦讷。

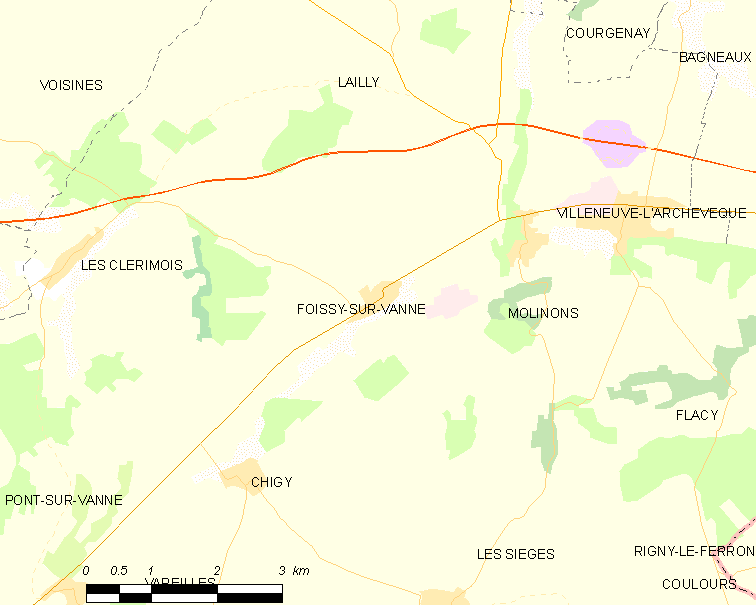
瓦讷河畔富瓦西的OSM定位图

瓦讷河畔富瓦西的时区为UTC+01:00、UTC+02:00（夏令时）。

## 行政
瓦讷河畔富瓦西的邮政编码为89190，INSEE市镇编码为89171。

## 政治
瓦讷河畔富瓦西所属的省级选区为阿尔芒松河畔布列农县。

## 人口

1962-2008年间瓦讷河畔富瓦西人口变化图示

瓦讷河畔富瓦西于2022年1月1日时的人口数量为286人。